# 山村庄之助
山村 庄之助（やまむら しょうのすけ、1889年2月1日 - 1959年3月18日）は、日本の政治家。大阪府初の民間出身副知事、元衆議院議員。赤間文三知事の下で戦後の疲弊した府財政の再建に貢献した。衆議院議員在職中に死去。

## 来歴
1889年（明治22年）2月1日、奈良県宇陀郡室生村（現・宇陀市）に生まれる。家は400年以上続く庄屋であった。1908年（明治41年）長野県立甲種小県（ちいさがた）蚕業学校（現・長野県上田東高等学校）別科を卒業。奈良県養蚕組合及び農業補習学校にて養蚕技術を指導した。1914年（大正3年）台湾総督府蚕業技術官となって台湾に渡り、1918年（大正7年）には独立して台湾産業社を興し養蚕業と果樹園業を営むが、1923年（大正12年）に事業に失敗して帰国し、大阪市港区にて食料品、果実の製造販売業を起こす。この頃より大阪府会議員を目指して立候補するが2度落選。1934年（昭和9年）9月21日の室戸台風による高潮被害と選挙の落選による借金で先祖以来の財産をすべて失い、妻子は夜逃げするはめとなる。
1937年（昭和12年）に3度目の挑戦でようやく府会議員に当選し、以降は連続当選を果たす。1943年（昭和18年）に大阪市の依頼により沖縄・台湾方面からの食料緊急輸送のため沖縄に行く途中、5月26日乗船していた大阪商船の「嘉義丸」が奄美大島北方洋上にて米海軍潜水艦の雷撃により撃沈され、乗員乗客約600人中300人以上が遭難するが、九死に一生を得て救出され、沖縄県庁に遭難状況と川船長の最後を報告する。また、B-29による再三の大阪大空襲により港区の家、工場、倉庫は全焼し、家族も負傷する。
戦後は公職追放（パージ）を受けることもなく、1947年（昭和22年）4月の戦後最初の府会議員選挙に当選、同時に行われて当選した赤間文三府知事の懇望により、大阪府議会から与野党一致の推薦を受け、大阪府政史上初の民間副知事として就任。戦争により疲弊した府財政の建て直しを図り、公営ギャンブル（競輪など）を開催する。反対派より「チャリンコ副知事」「ギャンブル副知事」と批判されるが府財政の黒字化に成功し、府立病院の再建、府立体育館、母子寮の建設などを行い、念願の高潮防波堤建設に着手するが、完成前の1950年（昭和25年）9月3日ジェーン台風による高潮発生で大阪府は甚大な被害を受ける。不幸ではあるがこれを機に防波堤工事は進むことになる。1953年（昭和28年）と1957年（昭和32年）には府下物産の振興のためアジア、欧州各国を歴訪してセールス活動を行う。また、1951年（昭和26年）と1955年（昭和30年）には知事選挙中の知事代行を務める。
1958年（昭和33年）に副知事を辞し、5月の第28回衆議院議員総選挙に大阪府第1区より立候補してトップ当選。自由民主党所属の大蔵委員となる。1959年（昭和34年）、当時の佐藤栄作大蔵大臣の提出した税制法案に対して与党の大蔵委員でありながら反対活動をおこなう。そのさなかの3月10日衆院本会議中に心臓発作を起こして退席、翌11日に無理をおして大蔵委員会に出席するが再度発作を起こし退席。大阪に戻るが18日に3度目の発作を起こして府立病院にて死去。同法案は佐藤大蔵大臣の判断により廃案となる。従四位勲三等。

## 人物
性格は衆議院本会議の大矢省三による追悼演説にて『その資性は明朗、らいらく、その人格は温厚篤実、まことに苦労人と呼ぶにふさわしい人柄で、人を信ずること厚く、よく他人のためをはかられた』と称された。東京帝国大学法学部卒、中央官僚出身の赤間知事が「天皇」と言われてその高姿勢を批判されたのに対して自身が破産、夜逃げ、天災、戦災の被害を受けたため、あらゆる人に分け隔てなく接した。「役人や知事に頼んでもダメだが副知事なら話を聞いてくれる」と日雇い労働者が副知事邸に大挙押しかけたこともある。
酒は一滴も飲めないが宴会上手。1941年（昭和16年）12月8日の太平洋戦争（大東亜戦争）開戦日には、丸坊主にして以来のハゲ頭に丸メガネという容貌であり、インドのマハトマ・ガンジーに会ったことのある人物から「山村さんはガンジーさんにそっくりですな」と言われて「こちらのガンジーは栄養が有り過ぎですな」ととても喜んで返答したという。

## その他
「嘉義丸」遭難状況を大阪に戻ってから山村は大阪商船に詳細を報告したが、なぜか船員などの遺族には全く連絡されていなかった。2007年に山村の遺子と川船長の遺族の間で連絡が取れ、川船長の最後の状況が口伝ではあるが伝えることができた。山村の証言は現在存命の随一の乗客生存者の証言と細部まで一致しており、川船長が最後まで乗客の安全を祈りながら船と運命を共にされた状況が確認された。